# Liste der Naturdenkmäler in Blomberg
Die Liste der Naturdenkmäler in Blomberg führt die Naturdenkmäler der ostwestfälischen Gemeinde Blomberg im Kreis Lippe in Nordrhein-Westfalen (Stand: 2004) auf. Es sind nur diejenigen Naturdenkmäler aufgeführt, die im Landschaftsplan Nr. 11 des Kreises Lippe für Blomberg verzeichnet sind. Die Identifikationsnummern in der ersten Spalte beziehen sich auf die entsprechenden Nummern im Landschaftsplan.
Darüber hinaus gibt es noch eine Reihe weiterer Naturdenkmäler in der Kernstadt Blomberg und ihren Ortsteilen.
| Nr.    | Bezeichnung                                                                                             | Lage  | Bild           |
| ------ | --- | ----- | -------------- |
| 2.3-1  | 1 Eiche, 1 Linde auf dem Hofgrundstück Hagendonop 76                                                    | Karte | weitere Bilder |
| 2.3-2  | 1 Eiche am Fischteich südöstlich von Lüdershof                                                          | Karte |                |
| 2.3-3  | 1 Eiche auf der Großen Landwehr in Großenmarpe                                                          | Karte |                |
| 2.3-4  | 2 Eichen auf dem Golfplatz in Cappel nördlich und südlich des Weges vom Hof Huxoll                      | Karte |                |
| 2.3-5  | 1 Linde auf dem Friedhof in Cappel am Kriegerdenkmal                                                    | Karte | weitere Bilder |
| 2.3-6  | 1 Eiche in der Streuobstwiese südlich des Hofgrundstücks Süntruper Feld 8 in Großenmarpe                | Karte |                |
| 2.3-7  | 1 Eiche in einer Weide im Einfahrtsbereich zum Wilbaser Hof, Wilbaser Str. 41/41a                       | Karte |                |
| 2.3-8  | 1 Eiche, 1 Linde auf Gut Wilbasen auf dem Ehrenfriedhof vor der Scheune und an der Zufahrt zum Wohnhaus | Karte |                |
| 2.3-9  | 1 Burglinde an der Burg Blomberg vor dem Weinbergtor am Kuhberg                                         | Karte |                |
| 2.3-10 | 1 Eiche südlich von Untersiebenhöfen an der Böschungsecke Dollingsweg/Lauseweg                          | Karte |                |
| 2.3-11 | 2 Hängebuchen im Eingangsbereich des Friedhofs Tintrup an der Straße nach Maspe                         | Karte |                |
| 2.3-12 | 1 Linde am Fuße des Butterberges                                                                        | Karte |                |
| 2.3-13 | Tewesborner Linde, Feldohlentrup                                                                        | Karte |                |
| 2.3-14 | Geologischer Aufschluss „Das Loh“ an der Selbecker Straße östlich des Hofes Morgenstern                 | Karte |                |
| 2.3-15 | Geologischer Aufschluss am Mossenberg südlich Mossenberg                                                | Karte |                |